# Fougerolles, Haute-Saône
Fougerolles är en kommun i departementet Haute-Saône i regionen Bourgogne-Franche-Comté i östra Frankrike. Kommunen ligger i kantonen Saint-Loup-sur-Semouse som tillhör arrondissementet Lure. År 2018 hade Fougerolles 3 565 invånare.

## Befolkningsutveckling
Antalet invånare i kommunen Fougerolles
| Referens: INSEE |